# Michal Žižka
Michal Žižka (Praga, 23 maggio 1981) è un calciatore ceco, terzino sinistro dello Zbraslav.

## Carriera

### Club
Nel 2011 è stato acquistato dal Bohemians 1905 firmando un contratto con scadenza nel 2013.